# Перуански ноћни мајмун
Перуански ноћни мајмун (Aotus miconax) је врста примата (Primates) из породице ноћних мајмуна (Aotidae).

## Распрострањење
Ареал врсте покрива само једну државу, Перу.

## Станиште
Станишта врсте су влажне шуме. 
Врста је по висини распрострањена од 800 до 2.400 метара надморске висине и присутна је на планинском венцу Анда у Јужној Америци.

## Начин живота
Исхрана укључује воће, инсекте, цвеће и нектар. 

## Угроженост
Ова врста се сматра рањивом у погледу угрожености врсте од изумирања.